# Luigi Brentani
Luigi Brentani (* 2. Januar 1892 in Lugano; † 14. Juli 1962 ebenda) war ein Schweizer Jurist, Lehrer und Heimatforscher.

## Leben und Wirken
Luigi Brentani war der Sohn von Giuseppe Brentani und dessen Ehefrau Anna, geb. Baggenstoss. Er besuchte das Freiburger Technikum und studierte Rechtswissenschaften an der Universität Freiburg und erwarb 1912 das Lizenziat. Kurze Zeit war er als Anwalt tätig, wurde dann Lehrer und betätigte sich gleichzeitig als Geschichtsforscher.
Von 1912 bis 1957 war er Inspektor der Berufsschulen des Kantons Tessin, von 1915 bis 1961 Präsident der Lehraufsichtskommission des Tessins und von 1933 bis 1961 Mitglied der kantonalen Studienkommission. Luigi Brentani war verheiratet mit Anna, geb. Bernasconi.
Von 1955 bis 1962 war Luigi Brentani Mitglied und Präsident der Opera delle fonti per la storia del cantone Ticino, dem Quellenwerk zur Geschichte des Kantons Tessin; somit war er der Herausgeber alter Quellen aus Archiven im Tessin, in Como und Mailand sowie wichtiger Dokumentensammlungen.

## Schriften (Auswahl)
- La pittura quattrocentesca nel Canton Ticino - Cristoforo e Nicolao da Seregno detti da Lugano. Alfieri & Lacroix, Mailand 1915.
- Come Bellinzona venne in potere degli Svizzeri. Bellinzona, 1915.
- La storia artistica della Collegiata di Bellinzona. Secondo documenti inediti. Verlag des Schweizerischen Landesmuseums 1915.
- L'opera di riproduzione e di conservazione dei monumenti ticinesi. Rascher, Zürich 1915.
- La scuola pubblica a Bellinzona dalla fine del 1300 alla metà del 1500. Mailand/Rom/Neapel 1915.
- L'insegnamento pubblico a Bellinzona nei secoli XV e XVI. Zürich 1915.
- Una famiglia di artisti Maroggesi a Bellinzona. Verlag des Schweizerischen Landesmuseums 1916.
- La partecipazione delle scuole di disegno del canton Ticino all'Esposizione nazionale di Berna. Sanvito, Lugano 1916.
- Eine angebliche Zeichnung B. Luini's. Verlag des Schweizerischen Landesmuseums 1917.
- Jacob Baer; Luigi Brentani: Verso il successo nel commercio e nell'industria. Büchler, Bern 1918.
- Luigi Brentani; Walter Keller: Sacra è la natura: antologia per la gioventù svizzera: pubblicazione della Lega svizzera per la protezione della natura. Schwabe, Basel 1920.
- Jakob Hans Bär-Schatzmann; Luigi Brentani: Le vie del successo. Grassi, Bellinzona 1923.
- Miscellanea storica ticinese: notizie d'arte, di coltura, di religione, di politica e di curiosita. Arti grafiche Bari, Como 1926.
- L'antica chiesa matrice di S. Pietro in Bellinzona. Arti grafiche Bari, Como 1928–1934.
- Antichi maestri d'arte e di scuola delle terre ticinesi: notizie e documenti. Como 1937–1963.
- Relazione Brentani per l'Ispettorato delle Scuole professionali e per la Commissione Apprendisti. Grassi, Bellinzona 1949.